# Bryconamericus terrabensis
Bryconamericus terrabensis är en fiskart som beskrevs av Meek, 1914. Bryconamericus terrabensis ingår i släktet Bryconamericus och familjen Characidae. Inga underarter finns listade.